# Coral (Maschine)
Coral (deutsch „Koralle“), gemeint ist die Farbe „Korallenrot“, war der amerikanische Deckname für eine japanische Chiffriermaschine aus dem Jahr 1937, die vor und während des Zweiten Weltkriegs vereinzelt von japanischen Marineattachés eingesetzt wurde.
Eine alternative amerikanische Deckbezeichnung, insbesondere für den mit dieser Maschine verschlüsselten Funkverkehr, war JNA‑20, wobei die Abkürzung JNA hier für Japanese Naval Attache (Japanischer Marineattaché) stand.

## Geschichte
Coral war eine von drei neu in Dienst gestellten japanischen Chiffriermaschinen aus dem Jahr 1937. Daneben gab es (hier und im Folgenden stets nur mit den amerikanische Decknamen bezeichnet) Jade und Purple. Sie waren als Ersatz für die inzwischen als veraltet angesehenen Maschinen M‑2, Red und Orange vorgesehen. Coral ersetzte die M‑2, Jade ersetzte Orange und Purple ersetzte Red.
Coral war zwar technisch ähnlich aufgebaut wie Jade, diente allerdings nicht zur Verschlüsselung von japanischen Kana-Schriftzeichen, sondern nutzte die 26 Großbuchstaben des lateinischen Alphabets (Rōmaji). Insofern ähnelte sie der „Lateinbuchstaben-Schreibmaschine“ Purple.

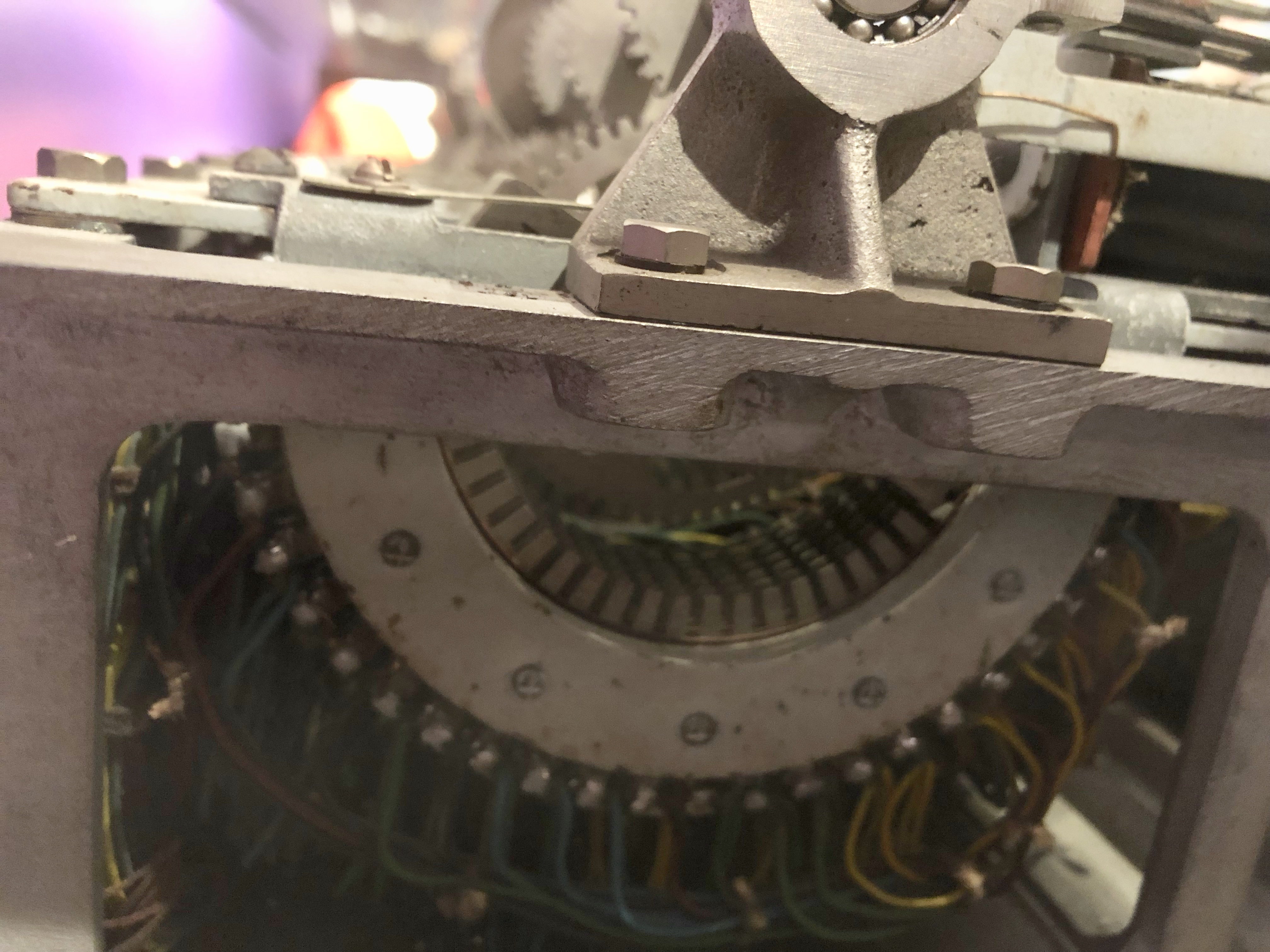
Schrittschalter (hier aus einer Jade-Maschine) können die Funktion von Rotoren ersetzen

Coral nutzte wie Jade zur Verschlüsselung Schrittschalter (Bild), ähnlich wie sie auch in zeitgenössischen Telefon-Vermittlungsstellen verwendet wurden. Es gab drei solche Schalter mit jeweils 26 Stellungen. Im Gegensatz zu Purple gab es hier keine Trennung in zwei Gruppen von Buchstaben (sechs Vokale und zwanzig Konsonanten), was dort die Verschlüsselungsqualität verminderte. Insofern war Coral kryptographisch stärker als Purple.
Beabsichtigt war, sie nicht vom japanischen Militär, sondern vom diplomatischen Dienst nutzen zu lassen. Tatsächlich wurden aber nur wenige Exemplare hergestellt. Sie wurden kaum eingesetzt und folglich konnte der damit verschlüsselte spärliche Funkverkehr vor 1943 nicht gebrochen werden. Dies gelang erst, nachdem im United States Naval Computing Machine Laboratory (NCML) in Dayton (Ohio) ein funktionale Nachbildung der Chiffriermaschine hergestellt worden war, eine Coral analog, genannt „Python“, die zur Entzifferung verwendet wurde. 
Einer der wenigen Nutzer von Coral war Vizeadmiral Abe Hiroaki – von den Amerikanern in Anspielung an ihren eigenen früheren Präsidenten, Abraham Lincoln, ebenso als Honest Abe (deutsch „ehrlicher Abe“) bezeichnet – in diesem Fall jedoch wohl eher ironisch gemeint. Als Delegierter eines gemeinsamen Militärrats der Achsenmächte übermittelte er umfangreiche Lageberichte und Pläne zu deutschen Einsätzen mithilfe von Coral. Aus den entzifferten Geheimtexten konnten die Alliierten wertvolle Informationen zum europäischen Kriegsschauplatz gewinnen.